# Dyskografia BoA
Dyskografia BoA – koreańskiej piosenkarki, obejmuje czternaście albumów studyjnych, trzy minialbumy i kompilacje, dwa remiks albumy, trzydzieści pięć singli oraz sześćdziesiąt sześć teledysków.
Debiutancki album BoA – ID; Peace B wydany w roku 2000 osiągnął 10. i 30. miejsce odpowiednio w Korei Południowej i Japonii. Albumy studyjne No.1, Atlantis Princess, My Name, Girls on Top, Hurricane Venus, Valenti, Outgrow, Identity i BoA wydane w latach 2002–2010 ociągnęły pierwsze miejsca w Korei Południowej. Albumy Listen to My Heart, Valenti, Love & Honesty, Outgrow, Made in Twenty (20) i The Face wydane w latach 2002–2008 osiągnęły pierwsze miejsca w Japonii oraz pokryły się platynami, pierwszy i drugi osiągnęły poziom miliona sprzedanych egzemplarzy.

## Albumy studyjne
| 2000                                                                           | ID; Peace B - Wydany: 25 sierpnia 2000 - Wytwórnia: Avex Trax - Format: CD                                                                   | 10 | 30  | –  | –   | - KOR: 156 354+ |                 |
| 2002                                                                           | No.1 - Wydany: 14 kwietnia 2002 - Wytwórnia: SM Entertainment - Format: CD                                                                   | 1  | 21  | –  | –   | KOR: 560 326+   |                 |
| 2003                                                                           | Atlantis Princess - Wydany: 13 marca 2003 - Wytwórnia: SM Entertainment - Format: CD                                                         | 1  | –   | –  | –   | KOR: 345 313+   |                 |
| 2004                                                                           | My Name - Wydany: 15 czerwca 2004 - Wytwórnia: SM Entertainment - Format: CD                                                                 | 1  | –   | –  | –   | KOR: 196 582+   |                 |
| 2005                                                                           | Girls on Top - Wydany: 23 czerwca 2005 - Wytwórnia: SM Entertainment - Format: CD                                                            | 1  | –   | –  | –   | KOR: 112 954+   |                 |
| 2010                                                                           | Hurricane Venus - Wydany: 5 sierpnia 2010 - Wytwórnia: SM Entertainment - Format: CD - Repackage: Copy & Paste                               | 1  | 178 | –  | –   | - KOR: 59 763+  |                 |
| 2012                                                                           | Only One - Wydany: 25 lipca 2012 - Wytwórnia: SM Entertainment - Format: CD                                                                  | 2  | 63  | 12 | –   | - KOR: 37 316+  |                 |
| 2015                                                                           | Kiss My Lips - Wydany: 12 maja 2015 - Wytwórnia: SM Entertainment - Format: CD                                                               | 5  | 147 | 6  | –   | - KOR: 12 595+  |                 |
| 2018                                                                           | Woman - Wydany: 24 października 2018 - Wytwórnia: SM Entertainment - Format: CD, digital download                                            | 6  |     | 11 | –   | - KOR: 8537+    |                 |
| Japońskie                                                                      | |    |     |    |     |                 |                 |
| 2002                                                                           | Listen to My Heart - Wydany: 13 marca 2002 - Wytwórnia: Avex Trax - Format: CD                                                               | –  | 1   | –  | –   | JAP: milion     | JAP: 1 000 000+ |
| 2003                                                                           | Valenti - Wydany: 29 stycznia 2003 - Wytwórnia: Avex Trax, Alion International - Format: CD, DVD                                             | 1  | 1   | –  | –   | JAP: milion     | JAP: 1 300 000+ |
| 2004                                                                           | Love & Honesty - Wydany: 15 stycznia 2004 - Wytwórnia: Avex Trax - Format: CD, DVD                                                           | 11 | 1   | –  | –   | JAP: 3× platyna | JAP: 750 000+   |
| 2006                                                                           | Outgrow - Wydany: 15 lutego 2006 - Wytwórnia: Avex Trax - Format: CD, DVD                                                                    | 1  | 1   | –  | –   | JAP: 2× platyna | JAP: 500 000+   |
| 2007                                                                           | Made in Twenty (20) - Wydany: 17 stycznia 2007 - Wytwórnia: Avex Trax - Format: CD, DVD                                                      | 7  | 1   | –  | –   | JAP: platyna    | JAP: 350 000+   |
| 2008                                                                           | The Face - Wydany: 27 lutego 2008 - Wytwórnia: Avex Trax, SM Entertainment - Format: CD, DVD, 2xDVD                                          | 3  | 1   | –  | –   | JAP: platyna    | JAP: 250 000+   |
| 2010                                                                           | Identity - Wydany: 10 lutego 2010 - Wytwórnia: Avex Trax - Format: CD, DVD, digital download                                                 | 6  | 4   | –  | –   |                 |                 |
| 2014                                                                           | Who's Back? - Wydany: 3 września 2014 - Wytwórnia: Avex Trax - Format: CD, DVD, digital download                                             | 19 | 7   | –  | –   | - KOR: 550+     |                 |
| 2018                                                                           | Watashi kono mama de ii no kana (私このままでいいのかな) - Wydany: 14 lutego 2018 - Wytwórnia: Avex Trax - Format: CD, DVD, digital download | –  | 13  | –  | –   | - JPN: 7170+    |                 |
| Angielskie albumy                                                              | |    |     |    |     |                 |                 |
| 2009                                                                           | BoA - Wydany: 17 marca 2009 - Wytwórnia: SM Entertainment USA - Format: CD                                                                   | X  |     | –  | 127 |                 |                 |
| „–” oznacza, że pozycja nie była notowana. „X” oznacza, że lista nie istniała. | |    |     |    |     |                 |                 |

## Albumy remisowe
| Rok  | Dane dot. albumu                                                               | Najwyższe pozycje na listach | Certyfikat   | Sprzedaż |
| Rok  | Dane dot. albumu                                                               | JPN                          | Certyfikat   | Sprzedaż |
| ---- | ------------------------------------------------------------------------------ | ---------------------------- | ------------ | -------- |
| 2002 | Peace B. Remixes - Wydany: 7 sierpnia 2002 - Wytwórnia: Avex Trax - Format: CD | 18                           |              |          |
| 2003 | Next World - Wydany: 27 sierpnia 2003 - Wytwórnia: Avex Trax - Format: CD      | 4                            | JAP: platyna | 250 000+ |

## EP
| 2001                           | Jumping into the World - Wydany: 3 marca 2001 - Wytwórnia: SM Entertainment - Format: CD | 6 | 29 | KOR: 100 000+ |
| 2002                           | Miracle - Wdany: 24 września 2002 - Wytwórnia: SM Entertainment - Format: CD             | 4 | –  | KOR: 265 360+ |
| 2003                           | Shine We Are - Wydany: 4 grudnia 2003 - Wytwórnia: SM Entertainment - Format: CD         | 3 | –  | KOR: 58 091+  |
| „–” pozycja nie była notowana. |                                                                                          |   |    |               |

## Albumy wykonane z SM Town
| Rok  | Tytuł                                                                           | Utwory z udziałem BoA, za półpauzą podano artystów uczestniczących |
| ---- | ------------------------------------------------------------------------------- | --- |
| 2000 | Christmas Winter Vacation in SMTown.com - Wydany: 8 grudnia 2000                | 1. „창밖을 봐요 (Waiting for White Christmas)” – SM Town 6. „Merry Christmas” 13. „Christmas Time”                                                                               |
| 2001 | Christmas Winter Vacation in SMTown.com – Angel Eyes - Wydany: 4 grudnia 2001   | 1. „Angel Eyes” – SM Town 7. „Feliz Navidad” 15. „겨울바람 (Winter Wind)” |
| 2001 | Summer Vacation in SMTown.com - Wydany: 10 czerwca 2002                         | 3. „Summer Vacation” – SM Town 7. „My Boy” 14. „Amazing Kiss” |
| 2001 | 2002 Winter Vacation in SMTown.com – My Angel My Light - Wydany: 6 grudnia 2002 | CD 1: 1. „My Angel, My Light” – SM Town 4. „Snow in My Mind” – Shoo, M.I.L.K CD 2: 1. „Dear My Family” – SM Town 5. „Jewel Song”                                                 |
| 2003 | 2003 Summer Vacation in SMTown.com - Wydany: 18 czerwca 2003                    | 1. „Hello! Summer!” – SM Town 5. „Summer in Dream” – Moon Hee Jun, Shoo, Jae Won, Hyun Jin, Jae Young 6. „Romeo”                                                                 |
| 2003 | 2003 Winter Vacation in SMTown.com - Wydany: 4 grudnia 2003                     | 1. „두번째 겨울 (Snowflake)!” – SM Town 5. „Feels the Same” |
| 2004 | 2004 Summer Vacation in SMTown.com - Wydany: 2 lipca 2004                       | 1. „Hot Mail (여름편지)” – SM Town 3. „Lollipop” 16. „Midnight Parade” |
| 2006 | 2006 Summer SMTown - Wydany: 20 czerwca 2006                                    | 1. „Full Sun (Red Sun)” – SM Town 5. „Touch” |
| 2006 | 2006 Winter SMTown – Snow Dream - Wydany: 12 grudnia 2006                       | 1. „Snow Dream” – SM Town 7. „Dotch” |
| 2007 | 2007 Summer SMTown – Fragile - Wydany: 5 lipca 2007                             | 2. „Let’s Go on a Trip!” – SM Town 4. „이브의 경고 (Eve Warning)” – Shindong 8. „조개껍질 묶어 (Tie Clam Shells)” (A Cappella) – Xiah Junsu, Max, Lina, Sunday, Ryeowook, Yesung |
| 2007 | 2007 Winter SMTown – Only Love - Wydany: 7 grudnia 2007                         | 1. „Only Love” – SM Town 2. „12월 27일 (On December 27th)” |

## Kompilacje
| Rok  | Dane dot. albumu                                                                              | Najwyższa pozycja | Sprzedaż          | Certyfikaty |
| Rok  | Dane dot. albumu                                                                              | JPN               | Sprzedaż          | Certyfikaty |
| ---- | --------------------------------------------------------------------------------------------- | ----------------- | ----------------- | ----------- |
| 2004 | K-pop Selection - Wydany: 3 marca 2004 - Wytwórnia: Avex Trax - Format: CD, DVD               | 13                |                   |             |
| 2005 | Best of Soul - Wydany: 2 lutego 2005 - Wytwórnia: Avex Trax - Format: CD, DVD                 | 1                 | - JPN: 1 000 000+ | JAP: milion |
| 2009 | Best & USA - Wydany: 18 marca 2009 - Wytwórnia: Avex Trax - Format: CD, 2×CD, 2×CD+2×DVD, DVD | 2                 | - JPN: 200 000+   | JAP: złoto  |

## Albumy wideo
| Rok                            | Tytuł                                                             | Najwyższa pozycja | Sprzedaż | Certyfikaty |
| Rok                            | Tytuł                                                             | JPN               | Sprzedaż | Certyfikaty |
| ------------------------------ | ----------------------------------------------------------------- | ----------------- | -------- | ----------- |
| 2003                           | 8 Films & more                                                    | 3                 | 100 000+ | JAP: złoto  |
| 2003                           | BoA FIRST LIVE TOUR 2003 -VALENTI-                                | 7                 |          |             |
| 2003                           | History of BoA 2000-2002                                          | –                 |          |             |
| 2004                           | BoA LIVE TOUR 2004 -LOVE & HONESTY-                               | 4                 |          |             |
| 2005                           | BoA ARENA TOUR 2005 -BEST OF SOUL-                                | 5                 |          |             |
| 2007                           | BoA the LIVE Ura BoA... Kikase kei (BoA the LIVE 裏ボア…聴かせ系) | 4                 |          |             |
| 2007                           | BoA Complete Clips 2004–2006                                      | 6                 |          |             |
| 2007                           | BoA Arena Tour 2007 Made in Twenty(20)                            | 3                 |          |             |
| 2008                           | BoA THE LIVE „X’mas”                                              | 27                |          |             |
| 2008                           | BoA LIVE TOUR 2008 -THE FACE-                                     | 3                 |          |             |
| 2010                           | BoA THE LIVE 2009 X’mas                                           | 12                |          |             |
| 2010                           | BoA LIVE TOUR 2010 IDENTITY                                       | 4                 |          |             |
| 2011                           | BoA THE LIVE 2010 „X’mas”                                         | 14                |          |             |
| „–” pozycja nie była notowana. |                                                                   |                   |          |             |

## Single
| Rok        | Tytuł | Najwyższa pozycja | Najwyższa pozycja | Najwyższa pozycja | Najwyższa pozycja | Sprzedaż (DL)                                                        | Album                            |            |
| Rok        | Tytuł | KOR (Gaon)        | JPN               | Korea K-pop 100   | US Dance          | Sprzedaż (DL)                                                        | Album                            |            |
| Koreańskie | Koreańskie | Koreańskie        | Koreańskie        | Koreańskie        | Koreańskie        | Koreańskie                                                           | Koreańskie                       | Koreańskie |
| ---------- | --- | ----------------- | ----------------- | ----------------- | ----------------- | -------------------------------------------------------------------- | -------------------------------- | ---------- |
| 2000       | „ID; Peace B” | X                 | –                 | X                 | –                 |                                                                      | ID; Peace B                      |            |
| 2002       | „No.1” | X                 | –                 | X                 | –                 |                                                                      | No.1                             |            |
| 2003       | „The Lights of Seoul” (서울의 빛)                                                                                     | X                 | –                 | X                 | –                 |                                                                      | Atlantis Princess                |            |
| 2003       | „Double” | X                 | –                 | X                 | –                 |                                                                      | –                                |            |
| 2003       | „Rock with You” | X                 | –                 | X                 | –                 |                                                                      | –                                |            |
| 2004       | „My Name” | X                 | –                 | X                 | –                 |                                                                      | My Name                          |            |
| 2004       | „Merry Chri” | X                 | –                 | X                 | –                 |                                                                      | –                                |            |
| 2005       | „Girls on Top” | X                 | –                 | X                 | –                 |                                                                      | Girls on Top                     |            |
| 2005       | „Moto” | X                 | –                 | X                 | –                 |                                                                      | Moto                             |            |
| 2006       | „Everlasting” | X                 | –                 | X                 | –                 |                                                                      | –                                |            |
| 2010       | „Game” |                   | –                 | X                 | –                 |                                                                      | Hurricane Venus                  |            |
| 2010       | „Hurricane Venus” |                   | –                 | X                 | –                 | - KOR: 1 537 202+                                                    | Hurricane Venus                  |            |
| 2010       | „Copy & Paste” |                   | –                 | X                 | –                 |                                                                      | Copy & Paste                     |            |
| 2012       | „One Dream” |                   | –                 | 76                | –                 |                                                                      | Only One                         |            |
| 2012       | „Only One” |                   | –                 | 2                 | –                 | - KOR: 2 057 478+                                                    | Only One                         |            |
| 2012       | „The Shadow” |                   | –                 | 67                | –                 |                                                                      | Only One                         |            |
| 2013       | „Disturbance (그런 너)”                                                                                               | 5                 | –                 | –                 | –                 | - KOR: 793 770+                                                      | –                                |            |
| 2015       | „Who Are You” (featuring Gaeko)                                                                                       | 3                 | –                 | X                 | –                 | - KOR: 456 889+                                                      | Kiss My Lips                     |            |
| 2015       | „Kiss My Lips” | 18                | –                 | X                 | –                 | - KOR: 127 579+                                                      | Kiss My Lips                     |            |
| 2017       | „Spring Rain (봄비)”                                                                                                  | –                 | –                 | X                 | –                 | - KOR: 21 479+                                                       | SM Station 2                     |            |
| 2017       | „Camo” | 54                | –                 | –                 | –                 | - KOR: 34 990+                                                       | One Shot, Two Shot               |            |
| 2018       | „NEGA DOLA (내가 돌아)”                                                                                               | 70                | –                 | 73                | –                 | dane niedostępne                                                     | One Shot, Two Shot               |            |
| 2018       | „One Shot, Two Shot”                                                                                                  | 93                | –                 | 79                | –                 | dane niedostępne                                                     | One Shot, Two Shot               |            |
| 2018       | „Woman” | –                 | –                 | 86                | –                 | dane niedostępne                                                     | Woman                            |            |
| 2019       | „Feedback (featuring Nucksal)”                                                                                        | 169               | –                 |                   | –                 | dane niedostępne                                                     |                                  |            |
| 2019       | „Starry Night (featuring Crush)”                                                                                      | 157               | –                 |                   | –                 | dane niedostępne                                                     |                                  |            |
| Japońskie  | |                   |                   |                   |                   |                                                                      |                                  |            |
| 2001       | „ID;Peace B” | X                 |                   | X                 | –                 |                                                                      | Listen to My Heart               |            |
| 2001       | „Amazing Kiss” | X                 |                   | X                 | –                 |                                                                      | Listen to My Heart               |            |
| 2001       | „Kimochi wa tsutawaru” (気持ちはつたわる)                                                                             | X                 |                   | X                 | –                 |                                                                      | Listen to My Heart               |            |
| 2002       | „LISTEN TO MY HEART”                                                                                                  | X                 |                   | X                 | –                 | - JPN: 179 590+                                                      | Listen to My Heart               |            |
| 2002       | „Every Heart -Minna no kimochi-” (Every Heart-ミンナノキモチ-)                                                        | X                 |                   | X                 | –                 |                                                                      | Listen to My Heart               |            |
| 2002       | „Don’t start now” | X                 |                   | X                 | –                 |                                                                      | Listen to My Heart               |            |
| 2002       | „VALENTI” | X                 |                   | X                 | –                 | - JPN: 184 120+ (CD) - JPN: 100 000+ (Digital)                       | Valenti                          |            |
| 2002       | „Kiseki/NO.1” (奇蹟/NO.1)                                                                                             | X                 |                   | X                 | –                 | - JPN: 100 000+ (CD)                                                 | Valenti                          |            |
| 2002       | „Jewel Song/Beside You -Boku o yobu koe-” (JEWEL SONG/BESIDE YOU-僕を呼ぶ声-)                                         | X                 |                   | X                 | –                 | - JPN: 151 485+ (CD) - JPN: 100 000+ (Digital)                       | Valenti                          |            |
| 2003       | „Shine We Are!/Earthsong”                                                                                             | X                 |                   | X                 | –                 | - JPN: 144 264+ (CD)                                                 | Love & Honesty                   |            |
| 2003       | „DOUBLE” | X                 |                   | X                 | –                 |                                                                      | Love & Honesty                   |            |
| 2003       | „Rock With You” | X                 |                   | X                 | –                 | - JPN: 100 000+ (CD)                                                 | Love & Honesty                   |            |
| 2004       | „Be the one” | X                 |                   | X                 | –                 |                                                                      | Love & Honesty                   |            |
| 2004       | „Quincy / Kono yo no shirushi” (QUINCY/コノヨノシルシ)                                                                | X                 |                   | X                 | –                 | - JPN: 100 000+ (CD)                                                 | Best of Soul                     |            |
| 2004       | „Meri Kuri” (メリクリ)                                                                                                | X                 |                   | X                 | –                 | - JPN: 136 725+ (CD) - JPN: 500 000+ (Digital)                       | Best of Soul                     |            |
| 2005       | „DO THE MOTION” | X                 |                   | X                 | –                 | - JPN: 169 542+                                                      | Outgrow                          |            |
| 2005       | „make a secret” | X                 |                   | X                 | –                 | - JPN: 100 000+ (CD)                                                 | Outgrow                          |            |
| 2005       | „Dakishimeru” (抱きしめる)                                                                                            | X                 | 9                 | X                 | –                 | - JPN: 100 000+ (CD)                                                 | Outgrow                          |            |
| 2006       | „Everlasting” | X                 | 4                 | X                 | –                 | - JPN: 100 000+ (digital)                                            | Outgrow                          |            |
| 2006       | „Nanairo no Ashita: Brand New Beat / Your Color” (七色の明日～brand new beat～/Your Color)                            | X                 | 3                 | X                 | –                 | - JPN: 250 000+ (digital, utwór „Nanairo no Ashita: Brand New Beat”) | Made in Twenty (20)              |            |
| 2006       | „KEY OF HEART/DOTCH”                                                                                                  | X                 | 7                 | X                 | –                 | - JPN: 100 000+ (CD)                                                 | Made in Twenty (20)              |            |
| 2006       | „Winter Love” | X                 | 2                 | X                 | –                 | - JPN: 100 000+ (digital)                                            | Made in Twenty (20)              |            |
| 2007       | „Sweet Impact” | X                 | 5                 | X                 | –                 | - JPN: 100 000+ (digital)                                            | The Face                         |            |
| 2007       | „LOVE LETTER” | X                 | 3                 | X                 | –                 | - JPN: 100 000+ (digital)                                            | The Face                         |            |
| 2007       | „LOSE YOUR MIND” (feat. Yutaka Furukawa z DOPING PANDA)                                                               | X                 | 6                 | X                 | –                 | - JPN: 100 000+ (digital)                                            | The Face                         |            |
| 2008       | „be with you.” | X                 | 13                | X                 | –                 | - JPN: 100 000+ (digital)                                            | The Face                         |            |
| 2008       | „Vivid (Kissing you/Sparkling/Joyful Smile)”                                                                          | X                 | 5                 | X                 | –                 | - JPN: 100 000+ (digital)                                            | Best & USA                       |            |
| 2009       | „Eien / Universe / Believe in Love” (永遠 / UNIVERSE (feat.Crystal Kay & VERBAL(m-flo)) / Believe in LOVE (feat.BoA)) | X                 | 8                 | X                 | –                 | - JPN: 100 000+ (digital, utwór „Universe”)                          | Best & USA                       |            |
| 2009       | „BUMP BUMP!” (feat.VERBAL(m-flo))                                                                                     | X                 | 8                 | X                 | –                 |                                                                      | Identity                         |            |
| 2009       | „Mamoritai (White Wishes)” (まもりたい ～White Wishes～)                                                              | X                 | 3                 | X                 | –                 | - JPN: 100 000+ (digital)                                            | Identity                         |            |
| 2010       | „WOO WEEKEND” | –                 | 10                | X                 | –                 |                                                                      | Who’s Back?                      |            |
| 2010       | „I SEE ME” | –                 | –                 | X                 | –                 |                                                                      | Who’s Back?                      |            |
| 2011       | „Milestone” | –                 | 11                | –                 | –                 |                                                                      | Who’s Back?                      |            |
| 2013       | „Only One” | –                 | 10                | –                 | –                 |                                                                      | Who’s Back?                      |            |
| 2013       | „Tail of Hope” | –                 | 12                | –                 | –                 |                                                                      | Who’s Back?                      |            |
| 2013       | „Message/Call My Name”                                                                                                | –                 | 13                | –                 | –                 |                                                                      | Who’s Back?                      |            |
| 2014       | „Shout It Out” | –                 | 12                | –                 | –                 |                                                                      | Who’s Back?                      |            |
| 2014       | „Masayume Chasing” | –                 | 15                | –                 | –                 |                                                                      | Who’s Back?                      |            |
| 2014       | „Fly” | –                 | 22                | –                 | –                 |                                                                      | Watashi kono mama de ii no ka na |            |
| 2015       | „Lookbook” | –                 | 16                | –                 | –                 |                                                                      | Watashi kono mama de ii no ka na |            |
| 2016       | „Make Me Complete” | –                 | –                 | –                 | –                 |                                                                      | Watashi kono mama de ii no ka na |            |
| 2017       | „Right Here, Right Everywhere”                                                                                        | –                 | –                 | –                 | –                 |                                                                      | Watashi kono mama de ii no ka na |            |
| 2018       | „Jazzclub” | –                 | –                 | –                 | –                 |                                                                      | Watashi kono mama de ii no ka na |            |
| 2019       | „Suki da yo -MY LOVE-/AMOR” (jap. スキだよ -MY LOVE-/AMOR)                                                            | –                 | 25                | –                 | –                 |                                                                      | –                                |            |
| 2019       | „Wishing Well” | –                 | –                 | –                 | –                 |                                                                      |                                  |            |
| Angielskie | |                   |                   |                   |                   |                                                                      |                                  |            |
| 2008       | „Eat You Up” |                   |                   |                   | 8                 | - JPN: 100 000+ (digital)                                            | BoA                              |            |
| 2008       | „Look Who’s Talking”                                                                                                  |                   |                   |                   | –                 |                                                                      | BoA                              |            |
| 2009       | „I Did It for Love” (feat. Sean Garrett)                                                                              |                   |                   |                   | 19                |                                                                      | BoA                              |            |
| 2009       | „Energetic” |                   |                   |                   | 17                |                                                                      | BoA: Deluxe                      |            |

### Z gościnnym udziałem
| Rok                            | Tytuł                                                           | Najwyższa pozycja | Sprzedaż (DL) | Album                 |
| Rok                            | Tytuł                                                           | JPN               | Sprzedaż (DL) | Album                 |
| ------------------------------ | --------------------------------------------------------------- | ----------------- | ------------- | --------------------- |
| 2001                           | „The Meaning of Peace” (feat. Kumi Kōda)                        | 12                |               | Listen to My Heart    |
| 2002                           | „Everything Needs Love” (feat. Mondo Grosso)                    | 32                |               | Next World            |
| 2003                           | „Holiday” (feat. Palmdrive & Firstklas)                         | 27                |               | Next World            |
| 2003                           | „Show Me What You Got” (feat. Bratz & Howie Dorough)            | –                 |               | Next World            |
| 2004                           | „O Holy Night” (feat. TVXQ)                                     | –                 |               | Hug                   |
| 2004                           | „The Love Bug” (m-flo loves BoA)                                | 8                 | JAP: złoto    | Astromantic           |
| 2009                           | „After Love (First Boyfriend) / Girlfriend” (feat. Crystal Kay) | 31                |               | Spin the Music        |
| 2012                           | „Lookin” (feat. The Quiett)                                     | –                 |               | PYL Younique Volume 1 |
| „–” pozycja nie była notowana. |                                                                 |                   |               |                       |